# Acroglochin
Acroglochin és un gènere de plantes amarantàcies, encara que tradicionalment formava part de la família de les quenopodiàcies. Consta de 4 espècies descrites i només de dues d'acceptades, segons les fonts que es consultin. Són pròpies de la zona entre l'Himalàia i la Xina, encara que Acroglochin persicarioides es pot trobar naturalitzada a França.
Aquest gènere va ser descrit per Heinrich Adolph Schrader i publicat a Mantissa 1: 69, 227. 1822. L'espècie tipus és: Acroglochin chenopodioides Schrad.
Segons.
- Acroglochin obtusifolia C.H.Blom
- Acroglochin persicarioides (Poir.) Moq.